# Ipswich, South Dakota
Ipswich är administrativ huvudort i Edmunds County i South Dakota. Orten har fått sitt namn efter Ipswich i England. Ipswich hade 954 invånare enligt 2010 års folkräkning.